# 劇団YAKAN
劇団YAKAN（げきだんやかん）は、日本の劇団である。

## 概要
2016年、藍田航平と秋庭新菜により立ち上げられる。同年12月に第一回本公演「おわりのはじまり」で旗揚げ。東京都（北区・板橋区・足立区）を中心に活動。公演には、映像やバンド演奏を多く採り入れている。

## 役者

### 所属
- 藍田航平：主宰・脚本・演出・役者。落語家月狩亭玄也としても活動。
- 服部円：役者。劇団ユメクイの主宰としても活動。

過去に所属していた劇団員
- 秋田たける：藍田がある日突然拾ってきたUMA（公式HPより）。Unit Ludensの主宰としても活動。
- 鹿角東子：秋田県出身の芸人。

### 主な客演
- 野村幸治：俳優。
- 亜カリ友洋：コヒツジズ所属。コンビニ店員。

## スタッフ

### 運営部門
- 秋庭新菜：舞台監督。
- 森田愛海：制作。

### 映像部門
- 髙橋髙橋たかしたかし：映像作家。studioYAKAN主宰としても活動。

## 作品・公演
| 表題                                         | 劇場                                       | 日程                   |
| -------------------------------------------- | ------------------------------------------ | ---------------------- |
| 第1回本公演「おわりのはじまり」              | 演劇フリースペース・サブテレニアン         | 2016年12月9日 - 11日   |
| 番外公演「いま、たっているところ」           | パフォーミングギャラリー＆カフェ『絵空箱』 | 2017年3月20日 - 21日   |
| 番外公演「？？？？？」（ラムフェス短篇祭り） |                                            |                        |
| 第2回本公演「ロックンロールを叫びたくて」    | 池袋GEKIBA                                 | 2018年4月20日 - 22日   |
| 第3回本公演「ドリーマーズ」                  | 高田馬場RABINEST                           | 2019年8月30日 - 9月1日 |

### その他の活動
2017年
- 「第二回男芝居フェスティバル」（八幡山ワーサルシアター、2017年7月12日 - 16日[1]）
- 「全、大人に告ぐ」（北とぴあ演劇祭2017）
- 「全、大人に告ぐ」（東海大学高輪建学園祭）
- 1周年記念イベント「SAVE DATA1」

2018年
- 短編「アンドロイドは開発者の夢を見るか」（シアターグリーン学生演劇祭）
- 「HOUSE MEETING」（北とぴあ演劇祭2018）
- 「No Smoking Area」（CollaboナRation2）
- 2周年記念イベント「SAVE DATA2」

2019年
- ピリカラ湯沸かし企画「わかってるよ、」
- 北とぴあ演劇祭2019参加作品「となりにいるのはダレがいい？」（北とぴあ つつじホール、2019年9月21日）
- 3周年記念イベント「SAVE DATA3」

## リンク
- 公式ウェブサイト
- 劇団YAKAN (@yakan1002) - X（旧Twitter）
- 劇団YAKAN studio_YAKAN - YouTubeチャンネル